# Poromitra jucunda
Poromitra jucunda är en fiskart som beskrevs av Kotlyar 2010. Poromitra jucunda ingår i släktet Poromitra och familjen Melamphaidae. Inga underarter finns listade i Catalogue of Life.